# Тимоти Декстер
Тимоти Декстер (енгл. Timothy Dexter; Малден, 22. јануар 1747 — Њуберипорт, 23. октобар 1806) је био амерички предузетник познат по свом писању, свом ексцентричном понашању као и по својој необично доброј срећи са својим инвестицијама.

## Биографија
Декстер је рођен 22. januara 1747. godine у Молдену у провинцији Масачусетс. Његова породица није имала много новца и Декстер није стекао много образовања. Са осам година је напустио школу како би радио на фарми. Када је напунио 16 година, постао је кожарски шегрт. Када је завршио своју обуку послодавац му је дао ново одело, звано одело слободе. Декстер је продао своје одело слободе за 8 долара и 20 центи које је искористио да се 1769 године пресели у Њуберипорт, Масачусетс. у Њуберипорту се оженио за 32 - годишњакињу Елизабет Фротингхам, богату удовицу, и купио палату.
При крају Америчког револуционарног рата, купио је велике количине застарелог Континенталног новца који није имао вредност у то време. На крају рата, влада Сједињених Америчких Држава је куповала новчанице по једном проценту од номиналне вредности новчанице, док је Масачусетс плаћао своје новчанице по номиналној вредности. Његова арбитража му је омогућила да стекне значајан профит. Изградио је два брода и започео извозни посао у Западне Индије и Европу.
Будући да је био углавно необразован, његов пословни смисао се сматрао необичним. Саветован је да пошаље грејаче кревета (алат који се користио како би се угрејао кревет у хладним месецима) на продају у Западне Индије, тропски крај, где није било потребе за њима. Овај савет је био намерни трик са стране конкуренције како би га банкротирали. Капетан његовог брода их је продао као кутлаче локалној индустрији меласе и лепо зарадио. Следеће, Декстер је послао вунене рукавице на исто место, где су купљене од стране азијских трговца ради извоза у Сибир.
Људи су му из шале причали да пошаље угаљ у Њукасл, што је стари идиом за бесмислен задатак, зато што Њукасл има своју развијену индустрију угља. Случајно, то је урадио током штрајка рудара, и његов терет се продао по знатно већој цени. Другом приликом, практичне шаљивџије су му рекле да може зарадити слањем рукавица на острва Јужног мора. Његови бродови су тамо стигли на време да продају рукавице португалским бродовима на њиховом путу за Кину. Извозио је Библије у Источне Индије. Где су источним мисионарима биле потребне, заједно са поруком да ко нема библију у кући да ће ићи у пакао.
Једне године Њуберипорт је имао проблем са мачкама луталицама. Веће је сазвано како би се решио проблем, гласање за њихово убијање није прошло. Сутрадан Декстер је објавио рекламу за мачке луталице где је објавио да ће платити за њих и добро чувати о њима. Послао их је на Карибе где су купљене од стране магационера како би се решили проблема пацова, и Декстер је остварио профит.
Декстер је такође сакупљао китове кости, који су многи сматрали безвредним. Тачно у време је у Француској постало популарно ношење корсета, а Декстер је имао монопол над китовим костима које су се користиле као коске за корсет.
Иако је подложан подсмеху, Декстерово хвалисање јасно показује да разуме вредност монополисања тржишта робом коју други не сматрају вредном и корисност глуме глупака. Иако је волео да пије, Декстер никада није пио преподне зато што тада склапа трговинске договоре.
Високо друштво Нове Енглеске га је одбило. Декстер да би им се осветио купио је једну од најбољих кућа у Њуберипорту од Натаниел Трејси, локалног члана високог друштва, и покушао да га опонаша, са мало успеха. Украсио је своју кућу у Њуберипорту са минаретима, златним орлом на врху куполе, маузолеј за себе и башту од 40 дрвених скулптура познатих људи, међу којима су Џорџ Вашингтон, Вилијам Пит, Наполеон Бонапарта, Томас Џеферсон, и он сам. Наредио је сликару да на свитак у руци фигуре Томаса Џеферсона напише „Устав”, сликар је знао да је то заправо декларација о независности и одбио је да то уради. Декстер је био толико љут његовим одбијањем да је ушао у кућу узео пиштољ и пуцао на сликара, био је лош стрелац и промашио је мету. Његова статуа се појављује 2 пута. Једна од његових статуа се налазила испред врата и у руци држала натпис на коме је писало: "Ја сам први на Истоку, први на Западу и највећи филозоф западног света". Укупна цена ових статуа је била 15.000 долара данашњих 100.000 долара. Како би унутрашњост његове куће одговарала спољашности, увезен је скуп намештај из Француске, а зидови украшени сликама из Холандије и других делова Европе. Декстер је такође купио имање у Честеру, Њу Хемпшир где је био годину дана и наводно добио титулу „Lord”.
Када је чуо да племићи имају грб на својим кочијама одмах је наручио да се један направи и нацрта на кочијама. Декстер је често мењао коње за вучу, када су му досадили коњи једне боје продао би их по ниским ценама и купио коње друге боје. Једном је морао да у својим кочијама иде у државни затвор у Ипсвичу где је добио казну зато што је опалио свој пиштољ. Пуцао је у смеру човека који је гледао његов музеј познатих личности, и није се хтео померити када му је Декстер то наредио.
Његови односи са супругом, ћерком и сином су страдали. Причао је посетиоцима да му је жена умрла, упркос томе што је још увек жива, и да је жена која је често у згради њен дух. У једном запаженом тренутку, Декстер је лажирао своју смрт да би видео како би људи одреаговали. Око 3.000 људи је присуствовало Декстеровој лажној сахрани. Декстер није видео његову жену како плаче, и открио је подвалу, избатинао ју је што није довољно оплакивала његову смрт.
Тимоти Декстер је преминуо 23. октобра 1806. у свом дому. Због хигијенских разлога није се могао сахранити у својој баштенској гробници, већ је сахрањен на градском грубљу.
Неке од важнијих особа у Декстеровом животу су били Луци, негро спремачица која је била заштитнички настројена према њему. Као и мадам Хопер, пророчица код које је Декстер ишао и са којом се саветовао зато што је веровао да може видети у будућност.

## Писање
У 50, години, Декстер је написао књигу „A Pickle for the Knowing Ones” позната као и „Plain Truth in a Homespun Dress”, у којој се жалио на политичаре, свештенство и своју жену. Књига је садржала 8.847 речи и 33.864 слова, али без знакова интерпункције и необичним правописом и капитализацијом. Један део почиње са:
| „ | Ime the first Lord in the younited States of A mercary Now of Newburyport it is the voise of the peopel and I cant Help it and so Let it goue | ” |

Прво издање је самостално објављено у Сејлему, Масачусетс 1802. године. Декстер је у почетку делио књиге бесплатно, али је постала популарна и прештампана је осам пута. Друго издање је штампано у Њуберипорту 1805. године. У другом издању, Декстер је одговорио на жалбе због недостатка знакова интерпункције тако што је додао страницу више са 11 редова знакова интерпункције са упутством да их штампачи и читаоци могу уметнути где год је потребно.

## Породица
Тимоти Декстер се 22. маја 1770. године оженио за богату удовицу Елизабет Фротингхам (1737—1809) која је већ имала четворо деце:
- Гилберт Фротингхам,
- Бенџамин Фротингхам,
- Џон Фротингхам,
- Елизабет Фротингхам.

Са њом је имао још двоје деце, Самуел Декстер (1771 - 1807) и Нанци Декстер (1775 - 1851). Декстер се надао да ће Самуел порасти у образованог господина, уместо тога одрастао је у пијаницу. Самуел је успео да једном приликом наговори оца да му да један брод како би продао терет у Енглеској, уместо тога изгубио га је на картама. Нанци Декстер је била лепа али ниско интелигентна. Удала се за Абрахама Бишопа са којим је имала једну ћерку. Брак између њих није успео, тукао ју је и она је почела да увелико пије, тако да се вратила кући где ју је њена породица крила.
Декстер није имао добар однос са својом женом. Често га је нападала због пијанства и гледања других жена. Иако су живели у истој кући, јели за истим столом и спавали у истом кревету он ју је игнорисао и када је причао о њој причао је да је то дух, тако је и зове у својој књизи „A Pickle for the Knowing Ones”.

## Наследство
Декстер је покушао остави своје завештање ангажовањем Џонатана Пламера, трговца рибом и песника аматера, који је опевао свог спонзора стиховима:
Лорд Декстер је човек од славе;
Његово име је најславније;
Далеко вредније од чистога злата;
Лорд Декстеру сијајте вечно.
Његова кућа је бела о окружена зеленилом;
Може се видети са много миља;
Сија сјајно као било која звезда;
Њена слава се проширила далеко.
Лорд Декстер као Краљ Соломон,
Има сребра и злата на тоне;
И звона црквама је дао,

Да славе великог краља небеса.— Fantastic folklore and fact; New England tales of land and sea стр. 43-44.
Неки од његових друштвених савременика сматрали су га веома неинтелигентним. Његова читуља је гласила "његове интелектуалне задужбине нису најузвишенији печат".
Декстерова кућа у Њуберипорту је постала хотел. Олуја 1815. је уништила већину његових скулптура које су се касније продале на неколико долара на аукцији, оне које нису продате су спаљене. Једина преживела скулптура која се могла идентификовати је та од Вилијама Пита.